# Horta d'Avinyó
Horta d'Avinyó, Santa Maria d'Horta o Horta és un poble del municipi d'Avinyó, a la comarca catalana del Bages. Al cens del 2023 figurava una població de 76 habitants.
El poble consta de sis carrers: 
Nou, de l'Hostal, de Dalt, de Sant Jaume, de Turcó i del Pla d'Aguilar (mal anomenat de Les Puces),
A més de la urbanització Vall d'Urbisol i les Masies.

## Història
Des de la fundació de la parròquia d'Horta, va formar part del municipi d'Artés fins al 29 d'abril de 1636, quan va esdevenir municipi de ple dret fins al 31 de desembre de 1845. Amb la nova organització municipal de 1845, Horta va proposar de crear un districte municipal amb el poble de Sant Joan d'Oló i la Quadra d'El Solà de Sant Esteve (actualment al municipi de Santa Maria d'Oló), però a mitjans de novembre, al llibre d'Actes de la Diputació de Barcelona, es suggeria fer un sol districte municipal amb el poble d'Avinyó, finalment el l'1 de gener de 1846 s'incorporà a Avinyó. La parròquia i el terme de Santa Maria d'Horta, està perfectament descrita al primer document escrit sobre la vila d'Artés, de l'any 889 i que detallava el següent:
«Això és, partint del riu Oló, que desguassa al Relat (avui Riera Gavarresa), i pujant per la costa més amunt de la vila de Turcó fins al Balç-rubí (avui Riera de Malrubí), continuant cap a la Serrallonga per l'aiguavés i seguint-la per sobre de la vila de Matacans, per anar a parar a una fita i baixar al Llobregat, i remuntant el curs del riu fins a l'aiguabarreig amb el Relat (Gavarresa), per aquest arribar al riu Oló.»
.
Entre 1854 i 1855, els veïns d'Horta van celebrar un referèndum per tal de segregar-se d'Avinyó, a l'abril, l'ajuntament d'Avinyó convocà un per un els terratinents d'Horta per tal que es pronunciessin, i on van votar majoritàriament a favor de la segregació. El febrer de 1855 els veïns havien pagat l'aixecament de plànols del nou districte municipal., tot i així Horta va restar al municipi d'Avinyó.
Amb l'arribada de la dictadura de Francisco Franco, l'Ajuntament d'Avinyó oficialitza el topònim Horta d'Avinyó per al poble d'Horta.

## Llocs d'interès
L'edifici més important és l'església de Santa Maria d'Horta, d'estil romànic que data de la darreria del segle xi i que va ser ampliada i modificada capelles laterals els segles xvii i xix.
- Pou de gel d'Horta d'Avinyó, a peu de la carretera B-431
- Font de Sant Jaume
- Pantà de la Ruca[6]

## Persones

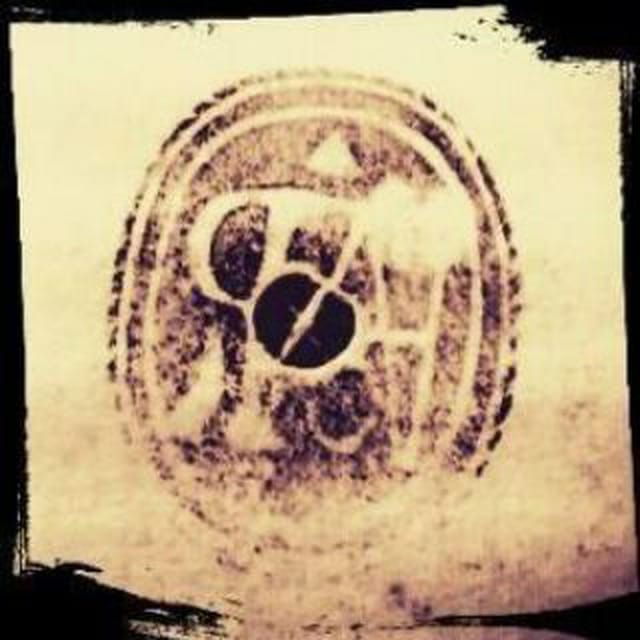
Segell municipal d'Horta 1800-1845

- Josefina Vilaseca i Alsina (1940-1952), nascuda a l'Horta, va ser sebollida a l'església de Santa Maria. Va morir a l'hospital de Manresa el Nadal del 1952 aconseqüència de les ferides d'una violació. En el context del règim franquista va esdevenir tot un fenomen social.[7] És en procés de beatificació, un procediment particular de l'Església catòlica per reconèixer persones mereixedores.[8] Actualment té la qualificació de serventa de Déu.
- Josep Perarnau i Espelt (1928-), teòleg i historiador[9]
- La nissaga dels Roqueta, creadora el 1983 de les «Masies d'Avinyó», que va contribuir al renaixement de la viticultura bagenca.[10]